# Forte do rio Tauregue
O Forte do Rio Tauregue, também denominado como Forte de Tauregue, Forte do Torrego, Forte do Torrejo ou Forte do Maracapuru, localizava-se na confluência do rio Tauregue (hoje rio Maracapuru) com a margem esquerda da foz do rio Amazonas, no atual estado do Amapá, no Brasil. Cândido Mendes de Almeida (Pinsônia, 1873) localiza-o na ilha dos Tucujus, seguido por SOUZA (1885:34).

## História
Esta estrutura remonta ao início do século XVII, levantada por contrabandistas ingleses de drogas do sertão, com a função de feitoria. GARRIDO (1940) atribui-o a ingleses e neerlandeses (op. cit., p. 24). TINÉ (1969:45) explica que teria sido erguido por James Purcell, comerciante irlandês associadao a capital neerlandês, localizando este forte na região dos Tucujus. Defende ainda que os estabelecimentos ingleses erguidos na Amazônia no período, tiveram a autorização dos reis Jaime I de Inglaterra (1603-1625) e Carlos I de Inglaterra (1625-1645) (op. cit., p 45). CASTRO (1983:23) complementa que estes soberanos ingleses doaram terras a fidalgos da sua Corte, entre os anos de 1613 e 1627.
BARRETTO (1958) remonta esta estrutura ao ano de 1628, atribuindo-lhe planta no formato de um polígono regular (op. cit., p. 44).
Na "Carta Particolare dell Rio d'Amazone con la Costa sin al fiume Maranhan" do século XVI (Biblioteca Nacional do Brasil, Rio de Janeiro), figuram o forte, o cabo, o rio e a ilha "di Taurego" naquela costa.
O pernambucano Pedro da Costa Favela surpreendeu este estabelecimento fortificado, que resistiu ao cerco que lhe foi imposto por suas forças, a 26 de setembro de 1629. O Capitão português Pedro Teixeira chegou com reforços, e juntos, cerca de dois mil homens, a maioria indígenas flecheiros em noventa e oito canoas, conseguiram a sua rendição, a 24 de outubro de 1629, arrasando a posição (SOUZA, 1885:34). BAENA informa que, nomeado o capitão Aires de Sousa Chichorro para receber a obra, "extrahe-se do Forte a Artilharia, e suas anexidades: e derroca-se-lhe os muros por uma prompta e inteira demolição." (OLIVEIRA, 1968:748-749)
O Governador do Maranhão, Gomes Freire de Andrade, em carta de 15 de outubro de 1685 ao soberano em Lisboa, recordava:
"(...) a Fortaleza que se pode fazer que melhor assegure estes certões das invazões dos Estrangeiros, é na terra firme onde chamão o Torrego; sitio que esteve outra da Ingleza, a qual tomarão as armas de V. Magde achando-se governando este Estado Francisco Coelho de Carvalho (...)." (OLIVEIRA, 1968:748).
A seu respeito CERQUEIRA E SILVA (1833), deixou registrado:
"Tantos destroços repetidos não desanimaram os estrangeiros, que aproveitando-se das comoções que dividiam a capital do Pará, levantaram outro forte denominado Torrego na ilha dos Tocujus, guarnecido por irlandeses comandados por Gomes Porcel, donde foram expulsos pelos capitães Pedro Teixeira, e Pedro da Costa Favela, depois de haverem sistematicamente capitulado no mês de setembro de 1629." (op. cit., p. 190-191)
Uma nau e dois patachos ingleses que para ali se dirigiam em 1631, com socorro e gente, ao saber do ocorrido, retornaram à Europa. Um dos patachos dirigiu-se ao estabelecimento inglês em Cumaú (Forte inglês de Cumaú), mas sem o auxílio do gentio, temeroso da reação portuguesa, não recebeu socorro e, com parte dos quarenta tripulantes enferma, caiu em mãos dos portugueses.
TINÉ (1969:45), sobre o episódio, entende que após a rendição de Purcell, que periodiza em 1628, no mesmo ano chegam reforços capitaneados por Roger North. Este, repelido por sua vez, teria fundado o Forte inglês de Cumaú.